# روبرتو سسياسيا
روبرتو سسياسيا هو لاعب كرة قدم بلجيكي في مركز الوسط، ولد في 23 فبراير 1960 في إيطاليا. لعب مع ستاندارد لييج.